# 児玉明日美
児玉 明日美（こだま あすみ、1986年6月11日 - ）は、日本の女性声優。大阪府出身。

## 人物
- 代々木アニメーション学院大阪校声優タレント科、ぷろだくしょんバオバブ付属養成所B・A・Oマスコミ講座を経て、ぷろだくしょんバオバブへ2009年（平成21年）4月1日から2015年まで所属。
- 主に可愛らしい少女の役を演じることが多い。ドリームクラブでは感情を学ぶアンドロイドという役どころを演じ、『夢色パティシエール』では大阪出身であることを活かしたナチュラルな関西弁で元気な少女を演じている。また、『けいおん!!』では、同性である秋山澪の熱烈なファンである生徒会長・曽我部恵を演じているが、彼女は先輩という立ち位置である為、少々大人っぽい声域で演じている。
- 大の苺好きであることで知られており、苺をモチーフにしたグッズを集めるのも、苺を食べるのも好き。
- 特に固定された愛称は無く、共演する声優やラジオのリスナーから呼ばれる愛称を素直に受け取っている。しかし、「あすみん」だけは否定した。理由は『あすみんというニックネームは、私より有名な人がいるので、その人に申し訳ないから』である。

## 出演
太字はメインキャラクター。

### テレビアニメ
2008年
- 純情ロマンチカ2（女子）

2009年
- キディ・ガーランド（女性客C）
- けいおん!（2009年 - 2010年、生徒会長〈曽我部恵〉）- 2シリーズ
- 地獄少女 三鼎（女子中学生）
- ドラえもん（テレビ朝日版第2期）（2009年 - 2013年、地底人の子どもC、地底人B、女の子B、幼稚園児、男の子B 他）
- ハヤテのごとく!!（愛沢日向）
- みなみけ おかえり（中学女子生徒）
- 夢色パティシエール（2009年 - 2010年、加藤ルミ）- 2シリーズ

2010年
- 世紀末オカルト学院（子供A）

2013年
- クレヨンしんちゃん（2013年 - 2014年、園児A、女の子）
- 幕末義人伝 浪漫（しじみ売り、天璋院、徳川家定〈子供〉、初音）

2014年
- 僕らはみんな河合荘（OL）

2015年
- ルパン三世 PART IV（ジョセフィーン）

### 劇場アニメ
- 超電影版SDガンダム三国伝 〜Brave Battle Warriors〜（2010年）
- STAND BY ME ドラえもん（2014年）

### OVA
- kiss×sis（2008年、女子生徒）
- DREAM C CLUB PURE SONGS CLIPS（2010年、アイリ）

### ゲーム
2009年
- ドリームクラブ（アイリ）

2010年
- ドリームクラブ・ポータブル（アイリ）
- ぱすてるチャイムContinue

2011年
- ドリームクラブZERO（アイリ）
- ドリームクラブZERO ポータブル（アイリ）

2012年
- マージャン★ドリームクラブ（アイリ）
- ドリームクラブ Complete Edipyon!（アイリ）

2013年
- ドリームクラブZERO Special Edipyon!（アイリ）

### ドラマCD
- 歌姫（女性客）
- ㈱ツバメ警備保障（高津祥子）
- S・L・H ストレイ・ラブ・ハーツ! ドラマCD 第1巻（女生徒B）

### 吹き替え
- クリミナル・マインド FBI行動分析課 シーズン8#23
- チャームド〜魔女3姉妹〜 ファイナル・シーズン

### ラジオ
- おさんぽますたー ろけはん!（ラジオ関西：2009年10月11日 - 2011年3月31日）